# Френк Гедоу
Патрік Френсіс (Френк) Гедоу (англ. Patrick Francis (Frank) Hadow; 24 січня 1855, Лондон — 29 червня 1946, Бріджвотер) — англійський гравець в теніс і крикет; переможець Вімблдонського турніру 1878.

## Загальна інформація
Народився в Лондоні, в родині Патріка Дугласа Гедоу і Еммі Гарріет Нісбет. Його батько був випускником Оксфордського університету і головою британської транспортної компанії під назвою P&O Shipping Company.
Шість з семи братів Гедоу (у тому числі Френк) вчилися в публічній школі для хлопчиків в Героу і були відомі як відмінні гравці в рекетс і крикет.
Старший з братів, Дуглас Роберт, загинув під час сходження на Матергорн 1865 року.
Більшу частину свого життя Френк Гедоу провів за межами Британських Островів, переважно на Цейлоні, де він керував чайною плантацією.
Він посів своє місце в історії, коли 1878 року, перебуваючи на відпочинку в Англії, здобув титул на Вімблдонському турнірі, перегравши у фіналі чинного чемпіона Спенсера Гора. На питання, чи буде він захищати свій титул, Френк Гедоу відповів: «Ні, сер. Це гра для дівчаток, з м'яким м'ячем». І він дотримав своє слово, таким чином ставши єдиним тенісистом, з тих хто перемагав на Вімблдоні, кому вдалося на цих змаганнях в одиночному розряді не програти жодного сету.
На Вімблдон він повернувся майже через півстоліття, 1926 року, для того, щоб отримати пам'ятну медаль королеви Марії як «найстарший з нині живих Чемпіонів».
До самої своєї смерті у 1946 році Френк Гедоу більше не грав у теніс.

## Перемоги на турнірах Великого шолома
| Рік  | Турнір               | Суперник у Фіналі | Рахунок в фіналі |
| 1878 | Вімблдонський турнір | Спенсер Гор       | 7-5, 6-1, 9-7    |